# Suhi plod
Suhi plod je plod, ki je običajno prilagojen razširjanju s pomočjo vetra ali živali. Sejalni plod se ob zrelosti razpoči in semena razrosi. Zaprti plod pa seme osvobodi tako, da okolica semena zgnije.
- Suhi sejalni plodovi mešički imajo razvite posebne mehanizme, s katerimi se odprejo in sprostijo semena. Odpirajo se po trebušnem šivu, po stičišču robov plodnega lista. Stroki pri stročnicah se odpirajo tudi po hrbtnem šivu. Glavice se odpirajo z luknjicami na pokrovčkih, s porami, z vzdolžnimi razpokami ali z zobci.[1]

- Suhi zaprti plodovi nimajo mehanizmov za sproščanje semen kot jih imajo suhi sejalni plodovi.[1] To so običajno enosemenski oreški, zrno, rožka kjer je čaša pogosto spremenjena v letalno napravo in pokovec.